# NGC 5940
NGC 5940 é uma galáxia espiral barrada (SBab) localizada na direcção da constelação de Serpens. Possui uma declinação de +07° 27' 27" e uma ascensão recta de 15 horas, 31 minutos e 18,2 segundos.
A galáxia NGC 5940 foi descoberta em 19 de Abril de 1887 por Lewis A. Swift.